# 赤木町
赤木町（あかぎまち）は、福島県郡山市に所在する町丁である。郵便番号は963-8006。

## 地理
郡山市役所本庁所管地域である市街中心部に属する。北で若葉町、東で大町、南で清水台、南西角で神明町、西で咲田とそれぞれ隣接する。JR郡山駅西口市街地北部にあり、住居表示が実施されている。旧国道4号（現福島県道57号郡山大越線）以西、うねめ通りの一区画南側の裏手に位置し、住宅地が広がる。駅前に所在する郡山警察署駅前交番、および堂前町に所在する郡山消防署本署がそれぞれ管轄にあたる。

## 世帯数と人口
2024年1月1日現在の世帯数と人口は以下の通りである。
| 町丁   | 世帯数  | 人口    |
| ------ | ------- | ------- |
| 赤木町 | 634世帯 | 1,126人 |

## 小・中学校の学区
市立小・中学校に通う場合、学区は以下の通りとなる。
| 番地 | 小学校             | 中学校                 |
| ---- | ------------------ | ---------------------- |
| 全域 | 郡山市立赤木小学校 | 郡山市立郡山第二中学校 |

## 交通

### 道路
- 福島県道57号郡山大越線（旧国道4号昭和通り）

## 施設等
- 郡山市立赤木小学校
- 赤木保育所
- 赤木地域公民館
- リベラーラ 郡山
- 赤木神社
- 天理教 邦陽分教会